# Marco Ruben
Marco Gastón Ruben Rodríguez (Capitán Bermúdez, 26 de outubro de 1986) é um futebolista argentino que atua como atacante.

## Carreira

### Athletico Paranaense
Em 11 de janeiro de 2019, Ruben ingressou no Club Athletico Paranaense com um empréstimo de um ano. 

## Títulos
Athletico Paranaense
- Copa Suruga Bank: 2019
- Copa do Brasil: 2019

Rosário Central
- Copa Argentina: 2017–18